# شورای اورانژ (۵۲۹)
شورای اورانژ (انگلیسی: Council of Orange)، شورایی که در سال ۵۲۹ میلادی در شهر اورانژ که قسمتی از پادشاهی استراگوت‌ها بود، برگزار شد. این شورا در واکنش به گرایش اهالی کلیسای به شبه پلاگیانیسما بود. در آخر در این شورا شبه پلاگیانیسم رد شد.

## زمینه
تعلیم آگوستین در مورد فیض و از پیش برگزیدگی، در جنوب گل (فرانسه) با مخالفت روبه رو شد. راهبان آن منطقه احساس کردند که تأکید زیاد بر فیض خدا و ناتوانی انسان، ممکن است باعث تشویق تساهل و تن آسایی شود. آنان احساس کردند که تأکید بر آنچه ما می‌توانیم انجام دهیم و نیز پرداختن به این امر، اهمیت دارد. آنان بر این اعتقاد بودند که برای داشتن زندگی مسیحی، امداد و کمک خدا ضروری است، اما آنان همچنین بر این باور بودند که قدم نخست را ما خودمان می‌توانیم برداریم. در مورد مسئله حقانیت، از نظر آنان فرد گناهکار به انسانی بیمار می‌ماند نه مرده، و فرد بیمار می‌تواند خود، قدم نخست را بردارد و از پزشک بخواهد که او را درمان کند. اگر ما بخواهیم، به ما داده خواهد شد، اگر بطلبیم خواهیم یافت و اگر بکوبیم، برای ما گشوده خواهد شد. به‌طور خلاصه، اعتقاد آنان در این شعار کوتاه می‌شد:
خدا به کسانی کمک می‌کند که به خودشان کمک می‌کنند.
این نگرش شبه پلاگیانیسما خوانده می‌شد.
برخی از شخصیت‌های برجسته آن زمان تحت تأثیر شبه پلاگیانیسم بودند که از جمله این اشخاص، می‌توان جان کاسیان، اهل مارسی، را نام برد. او را می‌توان یکی از رهبران بزرگ رهبانیت در غرب دانست. آگوستین در اواخر عمر خود در کتاب علیه آنان به نگارش درآورد که عبارتند از: از پیش برگزیدگی مقدسین و عطای نظرکردگی. آگوستین با پیروان این نگرش نه به عنوان بدعتکاران، بلکه همچون برادران مسیحی که دچار اشتباه بودند، برخورد می‌کرد. نگرش شبه پلاگیانیستی پیش از زمان آگوستین در کلیساها رواج داشت و خود آگوستین در سال‌های نخستین گرویدن خود به مسیح، پیرو چنین نگرشی بود. پس از مرگ آگوستین، به مدت یک قرن، بحث و مشاجره در مورد این موضوع ادامه یافت و شوراهای مختلف کلیسایی مواضعی علیه این نگرش یا موافق با آن اتخاذ کردند. در سال ۵۲۹ میلادی این موضوع در شورای اورانژ مطرح شد. این شورا توسط سزاریوس، اهل آرله، رهبری می‌شد که از حمایت پاپ فلیکس چهارم برخوردار بود.

## شورا
این شورا بیست و پنج حکم کلیسایی یا گزاره‌های تعلیمی کوتاه صادر کرد که در پایان هر کدام، یک نتیجه‌گیری وجود داشت. در مجموع، در این شورا شبه پلاگیانیسم رد شد. سیزده حکم از بیست و پنج حکم، این نظر را رد می‌کردند که انسان می‌تواند در بازگشت به سوی خدا قدم نخست را بردارد و تأکید می‌کردند، قبل از اینکه هر قدمی از سوی انسان برای بازگشت به سوی خدا برداشته شود، نخست باید فیض خدا عمل کند. این اقدام مقدماتی از سوی خدا ضرورت دارد، چون در سقوط آدم، تمامیت وجود انسان (یعنی بدن و روح او) به بدترین حالت ممکن تغییر یافته‌است. برای اینکه ما زندگی مسیحی را آغاز کنیم، این فیض مقدماتی ضرورت دارد و برای اینکه به زندگی مسیحی خود ادامه دهیم، فیض مساعدت کننده ضرورت دارد.
احکام این شورا، نیاز انسان به فیض را تصدیق می‌کردند؛ اما از نظر شورا این فیض با آیین‌های کلیسایی وابسته بود. از نظر این شورا، اراده آزاد انسانی توسط فیض تعمید، احیاء می‌گشت و با فیض تعمید و کمک و مساعدت عیسی مسیح، اگر فرد می‌خواست نجات یابد، صاحب قدرتی می‌شد که برای نجات یافتن لازم بود. در این زمان، تعمید کودکان در کلیساهای سرتاسر دنیا انجام می‌شد؛ بنابراین، تعلیم در مورد فیض به دوران کودکی اشخاص بازمی‌گشت. در مورد تعمید، تأکید عملی روی این موضوع بود که قدرت و توان لازم برای نجات یافتن در اختیار فردی مسیحی که تعمید یافته، قرار داده شده‌است. این شورا شکلی از تعالیم آگوستین را تعلیم می‌داد، اما این تعلیمبا کاتولیسیسم رایج در آن زمان که به شکل نظام آیین‌های مختلف و تأکید بر انجام دادن اعمال نیکو بود، پیوند یافته بود. این شکل از تعلیم آگوستینی بر سرتاسر حیات روحانی قرون وسطا سایه افکنده بود و بالاخره اینکه شورا، نه آموزه آگوستین در مورد از پیش برگزیدگی «نجات یافتگان» بلکه ایده از پیش مقرر شدن «بدکاران» را محکوم کرد.